# Menouar Saïah
Menouar Saïah, né le 17 août 1905 à Beni Rached et mort le 20 février 1982 à Nice, est un homme politique français.

## Biographie
Il siège au Conseil de la République de 1948 à 1951 et à l'Assemblée nationale du 17 juin 1951 au 1er décembre 1955.
Il est nommé secrétaire du Conseil de la République les 25 novembre 1948, 11 janvier 1949, 10 janvier 1950 et 9 janvier 1951,,,.